# Piaski (powiat buski)
Piaski – kolonia w Polsce położona w województwie świętokrzyskim, w powiecie buskim, w gminie Gnojno.
W latach 1975–1998 miejscowość położona była w województwie kieleckim.